# Monte Claro
Monte Claro es uno de los sectores que forman la ciudad de Maracaibo en el estado Zulia (Venezuela). Pertenece a la Parroquia Olegario Villalobos.

## Ubicación
Se encuentra entre los sectores Libertador al norte (carretera L), Barlovento al este (Av 32), El Lucero al sur (calle San Antonio) y Los Postes Negros al oeste (calle Oriental1990
).

## Zona residencial
Monte Claro, cuenta con un estadio del mismo nombre y una zona residencial, tiene vías rectas que se entrecruzan, aunque varias tiene tramos de tierra. A pesar de su nombre su relieve es plano, es posible que el nombre derive de una hacienda anterior.

## Transporte
Las líneas 32 y El Lucero pasan por la Av 32.